# COSMO-SkyMed 1
COSMO SkyMed 1 è un satellite artificiale di osservazione terrestre facente parte della costellazione COSMO-SkyMed.